# 共愛学園中学校・高等学校
共愛学園中学校・高等学校（きょうあいがくえんちゅうがっこう・こうとうがっこう）は、群馬県前橋市小屋原町に所在する私立中学校・高等学校。設置者は学校法人共愛学園。高校は中学校からの内部進学者、外部進学者混合クラス。

## 設置学科
- 普通科
  - 特進コース
  - 進学コース
- 英語科
  - 特進コース
  - 進学コース

## 沿革
- 1886年(明治20年)　前橋英学校を東群馬郡前橋竪町94番地に設置。
- 1887年(明治20年)　前橋英学校を東群馬郡前橋市|前橋曲輪町124番地に移転。
- 1888年(明治21年)　前橋英和女学校を東群馬郡前橋南曲輪町24番地（今の前橋市大手町2丁目8番）に設立許可、初代校長に不破唯次郎（前橋教会牧師）就任。
- 1889年(明治22年)　校名を上毛共愛女学校と改称、東群馬郡前橋町大字岩神字十五軒町494番地（現在の前橋市岩神町二丁目3番5号）に校地を購入、新校舎完成移転。
- 1892年(明治25年)　アメリカンボード前橋に宣教師館2棟を建設（現学園所蔵宣教師館）。
- 1905年(明治38年)　校名変更「共愛女学校」と改称。
- 1944年(昭和19年)　高等女学科の設置決定、幼稚園を付設経営とする。
- 1945年(昭和20年)　8,5前橋大空襲のため学園の校舎・諸施設焼滅、周校長による再建作業始まる。
- 1947年(昭和22年)　理事会で中学・高等学校併設を決定、幼稚園再開入園式。
- 1978年(昭和53年)　創立90周年記念式典挙行、英語科の設置認可。
- 1988年(昭和63年)　共愛学園女子短期大学を前橋市小屋原町1154番地4に設立、創立100周年記念式典挙行。
- 1990年(平成2年) 　普通科カリキュラム改訂、理数コース・文Ⅰコース・文Ⅱコースを設定。
- 1995年(平成7年) 　英語科ニュージーランド語学研修開始。
- 1998年(平成10年)　中学・高等学校小屋原新キャンパスに移転、成田繒智子(1952年卒)学園長就任、中学・高等学校制服を改正し、ボルドー色に変更。
- 1999年(平成11年)　共愛学園女子短期大学を改組し、共愛学園前橋国際大学(男女共学)が開学。
- 2001年(平成13年)　中学・高等学校男女共学化。
- 2004年(平成16年)　法人名を｢共愛社｣から｢共愛学園｣と変更、英語科に特進コースを設置し、英語科2コース(特進・進学)、普通科3コース(文化・総合・理数)とする。
- 2010年(平成22年)　普通科を改編し2コース(特進コース・進学コース)を新設する。
- 2018年(平成30年)　中学・高等学校制服を改正。

## 交通
- 駒形駅より徒歩2分

## 著名な出身者

### 芸能
- 松本典子 - バラエティタレント、元アイドル
- 柳田衣里佳 - 女優
- 渡辺知夏子 - ファッションモデル
- 夏美よう - 宝塚歌劇団専科男役

### アナウンサー
- 相内優香 - テレビ東京アナウンサー
- 蜂谷由梨奈 - ミヤギテレビアナウンサー

### スポーツ
- 榎本滉大 - サッカー選手

## 部活動
バレーボール、バスケットボール、水泳、卓球、体操、ダンス、硬式テニス、バドミントン、空手、弓道、スキー、陸上、剣道、サッカー、ゴルフ、吹奏楽、インターアクト、演劇、フォーク＆ロック(軽音楽)、文芸、アニメ、理科、地歴、写真、映画、書道、箏曲、美術、茶道、華道、園芸、服飾、英語、聖歌隊 、ハンドベルクワイヤ、アジア研究会

## 系列校
- 共愛学園前橋国際大学
- 共愛学園前橋国際大学短期大学部
- 共愛学園小学校
- 共愛学園こども園